# Xã Pentwater, Michigan
Xã Pentwater (tiếng Anh: Pentwater Township) là một xã thuộc quận Oceana, tiểu bang Michigan, Hoa Kỳ. Năm 2010, dân số của xã này là 1.515 người.